# Novi Ligure
Novi Ligure er en italiensk by (og kommune) i provinsen Alessandria  i regionen Emilia-Romagna i Italien, med omkring 27.252(2023) indbyggere.